# Шукюрбейли (Джебраильский район)
Шукюрбейли (азерб. Şükürbəyli) — село в Джебраильском районе Азербайджана, расположенное на равнине в долине Аракса в 18 км к юго-востоку от города Джебраил.

## История
В селе расположено поселение Торагайтепе ранней бронзы, имеющее статус «археологического памятника истории и культуры национального значения».
В годы Российской империи село Шюкур-беглу входило в состав Джебраильского уезда Елизаветпольской губернии. По данным «Свода статистических данных о населении Закавказского края, извлеченных из посемейных списков 1886 года» в селе Шюкур-беглу Шихали-агалинского сельского округа было 105 дымов и проживало 529 азербайджанцев (указаны как «татары»), которые были шиитами по вероисповеданию, из них 63 человека были беками, остальные — крестьянами.
В советские годы село входило в состав Джебраильского района Азербайджанской ССР. В результате Первой карабахской войны в августе 1993 года перешло под контроль непризнанной Нагорно-Карабахской Республики.
Вечером 4 октября 2020 года, в эфире государственного телеканала АзТВ президент Азербайджана Ильхам Алиев в обращении к народу заявил, что азербайджанская армия взяла девять сёл Джебраильского района: Кархулу, Шукюрбейли, Черекен, Дашкесен, Хоровлу, Махмудлу, Джафарабад, Юхары-Маралян и Дажал. BBC сообщает, что все взятые, по данным Азербайджана, на юге сёла, судя по спутниковым снимкам, лежат в руинах и полностью или почти полностью заброшены с тех пор, как в начале 1990-х азербайджанское население их покинуло, спасаясь от наступавших армян.
7 октября 2020 года Министерство обороны Азербайджана опубликовало кадры, на которых, как утверждает, запечатлено село Шукюрбейли под контролем Азербайджана.
15 марта 2021 года президент Азербайджана Ильхам Алиев принял участие в церемонии закладки автомобильной дороги Гадрут—Джебраил—Шукюрбейли протяжённостью 43 км.

## Топонимика
Согласно «Энциклопедическому словарю топонимов Азербайджана», прежнее название села было Айрили, так как изначально село было основано на местности Айрили. Позднее село сменило своё местоположение. На новой местности село получило новое название Шукюрбейли в честь своего основателя Шукюр-бека.

## Население
В 1986 году в селе проживало 643 человека.

## Экономика
Население села занималось животноводством, возделыванием пшеницы, виноградарством и шелководством.

## Культура
В селе были расположены средняя и восьмиклассная школы, клуб, библиотека и больница.